# Elecciones legislativas de Costa Rica de 1942
Las elecciones legislativas de medio período se realizaron el 8 de febrero de 1942 para renovar parte del Congreso Costarricense. En estas, el oficialista Partido Republicano Nacional del presidente Rafael Ángel Calderón Guardia presentó candidatos a diputados en todo el país. El Partido Comunista, opositor acérrimo de Calderón en ese momento, presentó candidatos en todas las provincias excepto en la rural Guanacaste. Además el llamado Partido Cortesista de León Cortés Castro presentó papeleta por Alajuela y el Partido Demócrata (también cercano al expresidente Cortés) en San José.
Pasadas las elecciones los resultados fueron un rotundo éxito para el calderonismo que logró amplia mayoría, sin embargo, las elecciones fueron bastante cuestionadas y prácticamente todos los demás partidos acusaron de irregularidades electorales.

## Diputados electos
- Partido Republicano: Rafael Calderón Muñoz (padre de Calderón), Jorge Zeledón Castro, José Albertazzi Avendaño, Jorge Calzada Bolandi, Rafael Grillo Ocampo, Efraim Monge Bermúdez, Heriberto Chavarría Solano, Antonio Riggioni, Romano Orlich Zamora, Rodrigo Sancho Robles, Guillermo Meza Salazar, Arístides Baltodano, Álvaro Cubillo, Ramón Leiva, Telémaco Espinach, Pablo de las Mercedes Rodríguez y Francisco Fonseca como propietarios, junto a Julio Muñoz, Carlos Luis Jiménez, Francisco López Calleja, Hernán Robles Velásquez, Juan Rodríguez Ulloa, Roberto Hernández, Florentino Cruz, Pedro Fernandino y Daniel Zúñiga suplentes.[1]
- Partido Demócrata: Eladio Trejos Flores y Fernando Lara Bustamante.[1]
- Partido Cortesista: Otto Cortés y Roberto Gamboa.[1]
- Bloque de Obreros y Campesinos: Manuel Mora Valverde.[1]

## Resultados
| Partido político | Partido político               | Votos obtenidos | Escaños obtenidos |
| ---------------- | ------------------------------ | --------------- | ----------------- |
|                  | Partido Republicano Nacional   | 66.113          | 17                |
|                  | Partido Demócrata              | 9.628           | 2                 |
|                  | Partido Cortesista             | 8.418           | 2                 |
|                  | Bloque de Obreros y Campesinos | 17.041          | 1                 |
|                  | Confraternidad Guanacasteca    | 2.554           | 0                 |